# Jon Lajoie
Jonathan Alexander "Jon" Lajoie, (uttalas: [laʒwa]) född 21 augusti 1980 i Longueuil, Kanada, är en kanadensisk komiker, musiker och skådespelare. Han är främst känd för sina många sketcher och komiska musikvideor, som finns på videositen Youtube sedan juni 2007.  
De allra tidigaste materialen är filmat med en väldigt enkel kamera, med dålig bild och ljud. Med tiden utvecklades produktionen samtidigt som Lajoie blev mer erfaren och skicklig.[källa behövs]
Bland Lajoies mest kända verk är den hiphop-satiriska låten Show Me Your Genitals, som har över 82 miljoner visningar på Youtube (juli 2025), Everyday Normal Guy och sketcher som Pedophile Beards, en reklam för attribut som ska få en person att likna en pedofil och därmed bli attraktiv för kvinnor. En annan reklam är Being Gay commercial där han marknadsför homosexualitet.
Den 26 juni 2009, dagen efter Michael Jacksons död, postade Lajoie låten Michael Jackson Is Dead som kraftigt kritiserar det sätt på vilket media och andra plötsligt började hylla Jackson efter hans död, när de under hans livstid hånade honom och hängde ut honom i tidningar. Han har även komponerat låtarna Pop Song och Radio Friendly Song som är mycket kritiska till popindustrin och är typisk radioanpassad mainstream pop.[källa behövs] I januari 2010 lades dokumentären The Fellatio Truth upp på Youtube. Denna "dokumentär" handlar om en person vid namn Simon Wet Dick Burgeron, som är grundare av, och enda medlem i en rörelse som anser att det enda som är viktigt i livet är att få så mycket oralsex av så många kvinnor som möjligt.[källa behövs]
Han medverkar även i komediserien "The League" som det spelats in sju säsonger av.